# ایرنا سوتسکا
ایرنا سوتسکا (انگلیسی: Iryna Sotska؛ زادهٔ ۴ سپتامبر ۱۹۷۹) ورزشکار اهل اوکراین است.
وی در مسابقات کشوری و بین‌المللی در مجموع برندهٔ ۲ مدال طلا، ۹ مدال نقره، ۷ مدال برنز شده‌است.